# Hermelinkaninchen

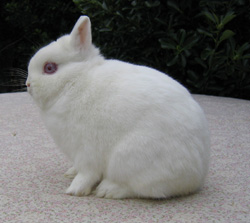
Hermelinkaninchen

Das Hermelinkaninchen ist eine Kaninchenrasse aus der Gruppe der Zwergkaninchen. Das Hermelinkaninchen wird in zwei verschiedenen Farbenschlägen gezüchtet. Während der ältere, rotäugige Farbschlag (Hermelin, Rotauge) ein Albino ist, handelt es sich beim blauäugigen Farbenschlag um ein leuzistisches Tier. Kreuzungen der beiden Farbenschläge ergeben in der F1-Generation farbige Nachkommen.

## Aussehen des Hermelinkaninchens
Das Hermelinkaninchen ist der Urtyp der Zwergkaninchen. Die charakteristische, von den anderen Kaninchenrassen unterschiedliche Körperform mit dem rundlichen, kompakten Körper, den kurzen kleinen Läufen und dem relativ großen Kopf mit den großen Augen und den eng zusammenstehenden kurzen Ohren, wird durch den so genannten Zwergfaktor hervorgerufen.
Die Felle beider Farbschläge des Hermelinkaninchens sind rein weiß, dicht und relativ weich.
Das Gewicht der Hermelinkaninchen liegt idealerweise zwischen 1,1 und 1,5 kg, Tiere, die unter 1 kg bzw. über 1,5 kg wiegen, werden auf Rassekaninchenschauen von der Bewertung ausgeschlossen. Sie erreichen eine Größe von 20 bis 40 cm und haben kurze Ohren, die meist fünf bis sechs Zentimeter lang sind.
Hermelinkaninchen haben entweder rote oder blaue Augen. Die markanten roten Augen beim Hermelin Rotauge sind die Folge der defekten farbgebenden Zellen. Haben Hermelinkaninchen blaue Augen, so handelt es sich um einen Gendefekt. Infolge dieses Gendefektes fehlen dem Kaninchen die Melanozyten.

## Geschichte des Hermelinkaninchens
Die Entstehung der Rasse ist nicht vollständig geklärt, es existieren mehrere Varianten, wie es zur Herauszüchtung der Hermelinkaninchen gekommen ist.
Dabei stellt das rotäugige Hermelinkaninchen den ursprünglichen Typ dar, zu dessen Ursprung es mehrere Theorien gibt. Diese müssen sich nicht notwendigerweise ausschließen, da es mehrmals zur unabhängigen Herauszüchtung von ähnlichen Kaninchenrassen gekommen ist.

### Das rotäugige Hermelinkaninchen

#### Das „polnische“ Kaninchen
Eine Theorie zur Entstehung des Hermelinkaninchens, die besonders in der deutschen Literatur verbreitet ist, geht von seiner Herauszüchtung aus relativ kleinen weißen oder gescheckten Landkaninchen, die besonders im Erzgebirge gezüchtet wurden. Das Fell dieser Tiere soll sich besonders gut zur Herstellung eines Imitates des Fells des echten Hermelin geeignet haben. In früheren Zeiten war die Imitation wertvoller Pelze ein wichtiges Zuchtziel der Rassekaninchenzüchter, was sich auch im Namen weiterer Kaninchenrassen widerspiegelt.
Polnische Kürschner sollen Pelze und Tiere dann nach England gebracht haben, wo Tiere dieses Typs 1884 in Hull durch J. Meynell und G. Hedworth erstmals auf einer Ausstellung gezeigt worden. Diese als „Polish“ bezeichneten Tiere kamen dann nach um 1900 Deutschland und wurden hier 1903 erstmals gezeigt. Die weitere Zucht der Rasse erfolgte auf dem europäischen Kontinent weitestgehend unter dem Namen Hermelin. Im niederländischen Sprachraum ist die Rasse weiterhin unter dem alten Namen „Pool, Rodoog“, verbreitet.
In den „Bewertungsbestimmungen für Rassekaninchen in sozialistischen Ländern“, die von 1980 bis zur Wiedervereinigung auch in der DDR galten, existierte eine albinotische Kaninchenrasse „Polnische Weiße“, das aber in Gewicht (2,25 bis 3,25 kg) und Typ der Beschreibung nach eher dem Russenkaninchen glich. Diese Rasse wird in Skandinavien noch heute unter dem Namen „Oerestad“ gezüchtet (Nordisk Standard für Dänemark, Finnland, Norwegen und Schweden).

#### Der belgische/englische Ursprung
Eine in der britischen Literatur (Sandford) zu findende Darstellung geht davon aus, dass das britische „Polish“ aus Kaninchen belgischer Herkunft gezüchtet wurden. Der Autor gibt auch an, dass Tiere dieses Typs in England mehrfach aus kleinen weißen, holländer- oder russenfarbigen Tieren gezüchtet wurden.
Der Zuchtverlauf auf den Britischen Inseln hat einen ganz anderen Typus hervorgebracht, den „Hasenzwerg“, der sich auch in den Standardvorschriften in Skandinavien, in Belgien und den Niederlanden wiederfindet, und dessen Ursprungsland mit England wiedergegeben ist. Trotzdem wird dieser Typ in Großbritannien als „Polish“ bezeichnet. In den USA (ARBA-Standard) und anderen englischsprachigen Überseestaaten wird das Polish des englischen Typs als „Britannia Petite“ bezeichnet.

### Das Blauäugige Hermelinkaninchen
Das blauäugige Hermelinkaninchen hat zumindest für Deutschland nach übereinstimmender Auffassung seinen Ursprung in Sachsen. Das Ziel, ein blauäugiges Zwergkaninchen zu züchten, verfolgten unabhängig voneinander die Züchter Kluge in Hohndorf sowie Unger und Lohse in Dippoldiswalde. Welche Rassen zur Herauszüchtung verwendet worden sind, ist unklar, mit hoher Wahrscheinlichkeit wurden neben den rotäugigen Hermelinkaninchen Holländerkaninchen eingesetzt.

## Zucht
Die Zucht der Rasse ist nicht ganz einfach, da es sich um spalterbige Tiere handelt (einzige einfarbige spalterbige Kaninchenrasse). Daher ist ein Teil der Jungtiere (rechnerisch 25 %) reinerbiger Träger des Zwergfaktors und folglich nicht lebensfähig. Ein weiteres Viertel der Jungtiere besitzt den Zwergfaktor nicht und zeigt deshalb auch nicht die im Standard verlangte Körperform.
Dazu kommt, dass die Hermelinkaninchen im Gegensatz zur sprichwörtlichen Vermehrungsfreude des Kaninchens zu recht kleinen Würfen neigen. Aus tierschutzrechtlichen Gründen (Qualzucht) ist die Verpaarung von Typzwergen daher nicht zulässig. Empfohlen wird die Verpaarung von typgerechten  mit großrahmigen Tieren, die nicht Träger des Zwergfaktors sind. Um eine weitere extreme Verzwergung zu vermeiden, hat man im ZDRK das maximale Gewicht für die Höchstpunktzahl in dieser Position der Bewertung von 1250 auf 1350 g erhöht, während die meisten anderen europäischen Verbände bei den ursprünglichen Gewichtsforderungen geblieben sind.